# Унур Бирна Вилхјаулмсдоутир
Унур Бирна Вилхјаулмсдоутир (исл. Unnur Birna Vilhjálmsdóttir; рођена 25. маја 1984. у Рејкјавику на Исланду) је бивша Мис Исланда. Изабрана је за Мис света 10. децембра 2005. године.
За Мис света је крунисана у „Бјути Краун Центру“ у кинеском граду Санија. Њена претходница је Марија Гарсија, Мис Перуа за 2004.
Представнице Мексика (Дафне Молина) и Порторика (Ингрид Мари Ривера Сантос) су изабране за прву и другу пратиљу. Остале представнице које су ушле у полуфинале су: Мис Италије (Софија Брусколи), Мис Кореје (Ох Еун-јанг) и Мис Танзаније (Ненси Абрахам Сумари) 
Мисица висока 173 cm, последњих година интересовала се за антропологију, а следеће јесени ће кренути са студијама права, јер планира да постане дипломирани правник, али и антрополог.
Њена мајка, Унур Стајнсон, је била Мис Исланда за 1983. годину, али и финалисткиња на избору за Мис света исте године. Унур је трећа Мис света из Исланда, претходне две су Линда Пјетурсдоутир (1988) и Холмфридир Карлсдоутир (1985).